# Course des rois (échecs)
Cet article utilise la notation algébrique pour décrire des coups du jeu d'échecs.

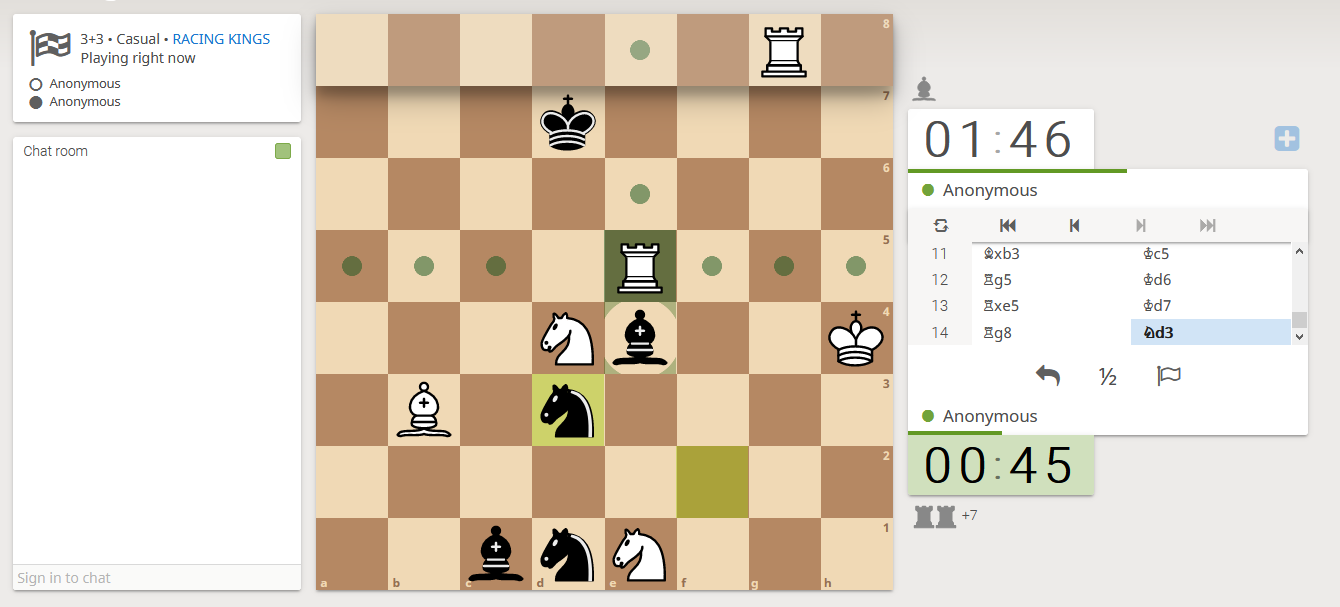
Partie de course des rois sur le serveur d'échecs en ligne Lichess.

La course des rois ou course royale (racing kings en anglais) est une variante du jeu d'échecs, inventé par Vernon Rylands Parton en 1961. Le but est de déplacer son roi sur la 8e rangée, c'est-à-dire de lui faire traverser l'échiquier.

## Histoire
La course des rois est inventée en 1961 par Vernon Rylands Parton et connaît depuis un développement important avec l'essor des échecs en ligne. Elle est notamment proposée par Lichess et Chess.com.
Sur la plateforme gratuite d'échecs en ligne Lichess, la Racing Kings World Cup (en français : Coupe du Monde de Course des rois) est organisée depuis 4 ans par des joueurs bien classés. RoyalManiac en est l'organisateur et le participant le plus connu. Il s'est ainsi distingué en remportant les deux premières éditions (en 2019 et 2020).

## Règles[2]

### Position de départ
|   | a | b | c | d | e | f | g | h |   |
| 8 | Roi noir sur case blanche a2 · Tour noire sur case noire b2 · Fou noir sur case blanche c2 · Cavalier noir sur case noire d2 · Cavalier blanc sur case blanche e2 · Fou blanc sur case noire f2 · Tour blanche sur case blanche g2 · Roi blanc sur case noire h2 · Dame noire sur case noire a1 · Tour noire sur case blanche b1 · Fou noir sur case noire c1 · Cavalier noir sur case blanche d1 · Cavalier blanc sur case noire e1 · Fou blanc sur case blanche f1 · Tour blanche sur case noire g1 · Dame blanche sur case blanche h1 | Roi noir sur case blanche a2 · Tour noire sur case noire b2 · Fou noir sur case blanche c2 · Cavalier noir sur case noire d2 · Cavalier blanc sur case blanche e2 · Fou blanc sur case noire f2 · Tour blanche sur case blanche g2 · Roi blanc sur case noire h2 · Dame noire sur case noire a1 · Tour noire sur case blanche b1 · Fou noir sur case noire c1 · Cavalier noir sur case blanche d1 · Cavalier blanc sur case noire e1 · Fou blanc sur case blanche f1 · Tour blanche sur case noire g1 · Dame blanche sur case blanche h1 | Roi noir sur case blanche a2 · Tour noire sur case noire b2 · Fou noir sur case blanche c2 · Cavalier noir sur case noire d2 · Cavalier blanc sur case blanche e2 · Fou blanc sur case noire f2 · Tour blanche sur case blanche g2 · Roi blanc sur case noire h2 · Dame noire sur case noire a1 · Tour noire sur case blanche b1 · Fou noir sur case noire c1 · Cavalier noir sur case blanche d1 · Cavalier blanc sur case noire e1 · Fou blanc sur case blanche f1 · Tour blanche sur case noire g1 · Dame blanche sur case blanche h1 | Roi noir sur case blanche a2 · Tour noire sur case noire b2 · Fou noir sur case blanche c2 · Cavalier noir sur case noire d2 · Cavalier blanc sur case blanche e2 · Fou blanc sur case noire f2 · Tour blanche sur case blanche g2 · Roi blanc sur case noire h2 · Dame noire sur case noire a1 · Tour noire sur case blanche b1 · Fou noir sur case noire c1 · Cavalier noir sur case blanche d1 · Cavalier blanc sur case noire e1 · Fou blanc sur case blanche f1 · Tour blanche sur case noire g1 · Dame blanche sur case blanche h1 | Roi noir sur case blanche a2 · Tour noire sur case noire b2 · Fou noir sur case blanche c2 · Cavalier noir sur case noire d2 · Cavalier blanc sur case blanche e2 · Fou blanc sur case noire f2 · Tour blanche sur case blanche g2 · Roi blanc sur case noire h2 · Dame noire sur case noire a1 · Tour noire sur case blanche b1 · Fou noir sur case noire c1 · Cavalier noir sur case blanche d1 · Cavalier blanc sur case noire e1 · Fou blanc sur case blanche f1 · Tour blanche sur case noire g1 · Dame blanche sur case blanche h1 | Roi noir sur case blanche a2 · Tour noire sur case noire b2 · Fou noir sur case blanche c2 · Cavalier noir sur case noire d2 · Cavalier blanc sur case blanche e2 · Fou blanc sur case noire f2 · Tour blanche sur case blanche g2 · Roi blanc sur case noire h2 · Dame noire sur case noire a1 · Tour noire sur case blanche b1 · Fou noir sur case noire c1 · Cavalier noir sur case blanche d1 · Cavalier blanc sur case noire e1 · Fou blanc sur case blanche f1 · Tour blanche sur case noire g1 · Dame blanche sur case blanche h1 | Roi noir sur case blanche a2 · Tour noire sur case noire b2 · Fou noir sur case blanche c2 · Cavalier noir sur case noire d2 · Cavalier blanc sur case blanche e2 · Fou blanc sur case noire f2 · Tour blanche sur case blanche g2 · Roi blanc sur case noire h2 · Dame noire sur case noire a1 · Tour noire sur case blanche b1 · Fou noir sur case noire c1 · Cavalier noir sur case blanche d1 · Cavalier blanc sur case noire e1 · Fou blanc sur case blanche f1 · Tour blanche sur case noire g1 · Dame blanche sur case blanche h1 | Roi noir sur case blanche a2 · Tour noire sur case noire b2 · Fou noir sur case blanche c2 · Cavalier noir sur case noire d2 · Cavalier blanc sur case blanche e2 · Fou blanc sur case noire f2 · Tour blanche sur case blanche g2 · Roi blanc sur case noire h2 · Dame noire sur case noire a1 · Tour noire sur case blanche b1 · Fou noir sur case noire c1 · Cavalier noir sur case blanche d1 · Cavalier blanc sur case noire e1 · Fou blanc sur case blanche f1 · Tour blanche sur case noire g1 · Dame blanche sur case blanche h1 | 8 |
| 7 | Roi noir sur case blanche a2 · Tour noire sur case noire b2 · Fou noir sur case blanche c2 · Cavalier noir sur case noire d2 · Cavalier blanc sur case blanche e2 · Fou blanc sur case noire f2 · Tour blanche sur case blanche g2 · Roi blanc sur case noire h2 · Dame noire sur case noire a1 · Tour noire sur case blanche b1 · Fou noir sur case noire c1 · Cavalier noir sur case blanche d1 · Cavalier blanc sur case noire e1 · Fou blanc sur case blanche f1 · Tour blanche sur case noire g1 · Dame blanche sur case blanche h1 | Roi noir sur case blanche a2 · Tour noire sur case noire b2 · Fou noir sur case blanche c2 · Cavalier noir sur case noire d2 · Cavalier blanc sur case blanche e2 · Fou blanc sur case noire f2 · Tour blanche sur case blanche g2 · Roi blanc sur case noire h2 · Dame noire sur case noire a1 · Tour noire sur case blanche b1 · Fou noir sur case noire c1 · Cavalier noir sur case blanche d1 · Cavalier blanc sur case noire e1 · Fou blanc sur case blanche f1 · Tour blanche sur case noire g1 · Dame blanche sur case blanche h1 | Roi noir sur case blanche a2 · Tour noire sur case noire b2 · Fou noir sur case blanche c2 · Cavalier noir sur case noire d2 · Cavalier blanc sur case blanche e2 · Fou blanc sur case noire f2 · Tour blanche sur case blanche g2 · Roi blanc sur case noire h2 · Dame noire sur case noire a1 · Tour noire sur case blanche b1 · Fou noir sur case noire c1 · Cavalier noir sur case blanche d1 · Cavalier blanc sur case noire e1 · Fou blanc sur case blanche f1 · Tour blanche sur case noire g1 · Dame blanche sur case blanche h1 | Roi noir sur case blanche a2 · Tour noire sur case noire b2 · Fou noir sur case blanche c2 · Cavalier noir sur case noire d2 · Cavalier blanc sur case blanche e2 · Fou blanc sur case noire f2 · Tour blanche sur case blanche g2 · Roi blanc sur case noire h2 · Dame noire sur case noire a1 · Tour noire sur case blanche b1 · Fou noir sur case noire c1 · Cavalier noir sur case blanche d1 · Cavalier blanc sur case noire e1 · Fou blanc sur case blanche f1 · Tour blanche sur case noire g1 · Dame blanche sur case blanche h1 | Roi noir sur case blanche a2 · Tour noire sur case noire b2 · Fou noir sur case blanche c2 · Cavalier noir sur case noire d2 · Cavalier blanc sur case blanche e2 · Fou blanc sur case noire f2 · Tour blanche sur case blanche g2 · Roi blanc sur case noire h2 · Dame noire sur case noire a1 · Tour noire sur case blanche b1 · Fou noir sur case noire c1 · Cavalier noir sur case blanche d1 · Cavalier blanc sur case noire e1 · Fou blanc sur case blanche f1 · Tour blanche sur case noire g1 · Dame blanche sur case blanche h1 | Roi noir sur case blanche a2 · Tour noire sur case noire b2 · Fou noir sur case blanche c2 · Cavalier noir sur case noire d2 · Cavalier blanc sur case blanche e2 · Fou blanc sur case noire f2 · Tour blanche sur case blanche g2 · Roi blanc sur case noire h2 · Dame noire sur case noire a1 · Tour noire sur case blanche b1 · Fou noir sur case noire c1 · Cavalier noir sur case blanche d1 · Cavalier blanc sur case noire e1 · Fou blanc sur case blanche f1 · Tour blanche sur case noire g1 · Dame blanche sur case blanche h1 | Roi noir sur case blanche a2 · Tour noire sur case noire b2 · Fou noir sur case blanche c2 · Cavalier noir sur case noire d2 · Cavalier blanc sur case blanche e2 · Fou blanc sur case noire f2 · Tour blanche sur case blanche g2 · Roi blanc sur case noire h2 · Dame noire sur case noire a1 · Tour noire sur case blanche b1 · Fou noir sur case noire c1 · Cavalier noir sur case blanche d1 · Cavalier blanc sur case noire e1 · Fou blanc sur case blanche f1 · Tour blanche sur case noire g1 · Dame blanche sur case blanche h1 | Roi noir sur case blanche a2 · Tour noire sur case noire b2 · Fou noir sur case blanche c2 · Cavalier noir sur case noire d2 · Cavalier blanc sur case blanche e2 · Fou blanc sur case noire f2 · Tour blanche sur case blanche g2 · Roi blanc sur case noire h2 · Dame noire sur case noire a1 · Tour noire sur case blanche b1 · Fou noir sur case noire c1 · Cavalier noir sur case blanche d1 · Cavalier blanc sur case noire e1 · Fou blanc sur case blanche f1 · Tour blanche sur case noire g1 · Dame blanche sur case blanche h1 | 7 |
| 6 | Roi noir sur case blanche a2 · Tour noire sur case noire b2 · Fou noir sur case blanche c2 · Cavalier noir sur case noire d2 · Cavalier blanc sur case blanche e2 · Fou blanc sur case noire f2 · Tour blanche sur case blanche g2 · Roi blanc sur case noire h2 · Dame noire sur case noire a1 · Tour noire sur case blanche b1 · Fou noir sur case noire c1 · Cavalier noir sur case blanche d1 · Cavalier blanc sur case noire e1 · Fou blanc sur case blanche f1 · Tour blanche sur case noire g1 · Dame blanche sur case blanche h1 | Roi noir sur case blanche a2 · Tour noire sur case noire b2 · Fou noir sur case blanche c2 · Cavalier noir sur case noire d2 · Cavalier blanc sur case blanche e2 · Fou blanc sur case noire f2 · Tour blanche sur case blanche g2 · Roi blanc sur case noire h2 · Dame noire sur case noire a1 · Tour noire sur case blanche b1 · Fou noir sur case noire c1 · Cavalier noir sur case blanche d1 · Cavalier blanc sur case noire e1 · Fou blanc sur case blanche f1 · Tour blanche sur case noire g1 · Dame blanche sur case blanche h1 | Roi noir sur case blanche a2 · Tour noire sur case noire b2 · Fou noir sur case blanche c2 · Cavalier noir sur case noire d2 · Cavalier blanc sur case blanche e2 · Fou blanc sur case noire f2 · Tour blanche sur case blanche g2 · Roi blanc sur case noire h2 · Dame noire sur case noire a1 · Tour noire sur case blanche b1 · Fou noir sur case noire c1 · Cavalier noir sur case blanche d1 · Cavalier blanc sur case noire e1 · Fou blanc sur case blanche f1 · Tour blanche sur case noire g1 · Dame blanche sur case blanche h1 | Roi noir sur case blanche a2 · Tour noire sur case noire b2 · Fou noir sur case blanche c2 · Cavalier noir sur case noire d2 · Cavalier blanc sur case blanche e2 · Fou blanc sur case noire f2 · Tour blanche sur case blanche g2 · Roi blanc sur case noire h2 · Dame noire sur case noire a1 · Tour noire sur case blanche b1 · Fou noir sur case noire c1 · Cavalier noir sur case blanche d1 · Cavalier blanc sur case noire e1 · Fou blanc sur case blanche f1 · Tour blanche sur case noire g1 · Dame blanche sur case blanche h1 | Roi noir sur case blanche a2 · Tour noire sur case noire b2 · Fou noir sur case blanche c2 · Cavalier noir sur case noire d2 · Cavalier blanc sur case blanche e2 · Fou blanc sur case noire f2 · Tour blanche sur case blanche g2 · Roi blanc sur case noire h2 · Dame noire sur case noire a1 · Tour noire sur case blanche b1 · Fou noir sur case noire c1 · Cavalier noir sur case blanche d1 · Cavalier blanc sur case noire e1 · Fou blanc sur case blanche f1 · Tour blanche sur case noire g1 · Dame blanche sur case blanche h1 | Roi noir sur case blanche a2 · Tour noire sur case noire b2 · Fou noir sur case blanche c2 · Cavalier noir sur case noire d2 · Cavalier blanc sur case blanche e2 · Fou blanc sur case noire f2 · Tour blanche sur case blanche g2 · Roi blanc sur case noire h2 · Dame noire sur case noire a1 · Tour noire sur case blanche b1 · Fou noir sur case noire c1 · Cavalier noir sur case blanche d1 · Cavalier blanc sur case noire e1 · Fou blanc sur case blanche f1 · Tour blanche sur case noire g1 · Dame blanche sur case blanche h1 | Roi noir sur case blanche a2 · Tour noire sur case noire b2 · Fou noir sur case blanche c2 · Cavalier noir sur case noire d2 · Cavalier blanc sur case blanche e2 · Fou blanc sur case noire f2 · Tour blanche sur case blanche g2 · Roi blanc sur case noire h2 · Dame noire sur case noire a1 · Tour noire sur case blanche b1 · Fou noir sur case noire c1 · Cavalier noir sur case blanche d1 · Cavalier blanc sur case noire e1 · Fou blanc sur case blanche f1 · Tour blanche sur case noire g1 · Dame blanche sur case blanche h1 | Roi noir sur case blanche a2 · Tour noire sur case noire b2 · Fou noir sur case blanche c2 · Cavalier noir sur case noire d2 · Cavalier blanc sur case blanche e2 · Fou blanc sur case noire f2 · Tour blanche sur case blanche g2 · Roi blanc sur case noire h2 · Dame noire sur case noire a1 · Tour noire sur case blanche b1 · Fou noir sur case noire c1 · Cavalier noir sur case blanche d1 · Cavalier blanc sur case noire e1 · Fou blanc sur case blanche f1 · Tour blanche sur case noire g1 · Dame blanche sur case blanche h1 | 6 |
| 5 | Roi noir sur case blanche a2 · Tour noire sur case noire b2 · Fou noir sur case blanche c2 · Cavalier noir sur case noire d2 · Cavalier blanc sur case blanche e2 · Fou blanc sur case noire f2 · Tour blanche sur case blanche g2 · Roi blanc sur case noire h2 · Dame noire sur case noire a1 · Tour noire sur case blanche b1 · Fou noir sur case noire c1 · Cavalier noir sur case blanche d1 · Cavalier blanc sur case noire e1 · Fou blanc sur case blanche f1 · Tour blanche sur case noire g1 · Dame blanche sur case blanche h1 | Roi noir sur case blanche a2 · Tour noire sur case noire b2 · Fou noir sur case blanche c2 · Cavalier noir sur case noire d2 · Cavalier blanc sur case blanche e2 · Fou blanc sur case noire f2 · Tour blanche sur case blanche g2 · Roi blanc sur case noire h2 · Dame noire sur case noire a1 · Tour noire sur case blanche b1 · Fou noir sur case noire c1 · Cavalier noir sur case blanche d1 · Cavalier blanc sur case noire e1 · Fou blanc sur case blanche f1 · Tour blanche sur case noire g1 · Dame blanche sur case blanche h1 | Roi noir sur case blanche a2 · Tour noire sur case noire b2 · Fou noir sur case blanche c2 · Cavalier noir sur case noire d2 · Cavalier blanc sur case blanche e2 · Fou blanc sur case noire f2 · Tour blanche sur case blanche g2 · Roi blanc sur case noire h2 · Dame noire sur case noire a1 · Tour noire sur case blanche b1 · Fou noir sur case noire c1 · Cavalier noir sur case blanche d1 · Cavalier blanc sur case noire e1 · Fou blanc sur case blanche f1 · Tour blanche sur case noire g1 · Dame blanche sur case blanche h1 | Roi noir sur case blanche a2 · Tour noire sur case noire b2 · Fou noir sur case blanche c2 · Cavalier noir sur case noire d2 · Cavalier blanc sur case blanche e2 · Fou blanc sur case noire f2 · Tour blanche sur case blanche g2 · Roi blanc sur case noire h2 · Dame noire sur case noire a1 · Tour noire sur case blanche b1 · Fou noir sur case noire c1 · Cavalier noir sur case blanche d1 · Cavalier blanc sur case noire e1 · Fou blanc sur case blanche f1 · Tour blanche sur case noire g1 · Dame blanche sur case blanche h1 | Roi noir sur case blanche a2 · Tour noire sur case noire b2 · Fou noir sur case blanche c2 · Cavalier noir sur case noire d2 · Cavalier blanc sur case blanche e2 · Fou blanc sur case noire f2 · Tour blanche sur case blanche g2 · Roi blanc sur case noire h2 · Dame noire sur case noire a1 · Tour noire sur case blanche b1 · Fou noir sur case noire c1 · Cavalier noir sur case blanche d1 · Cavalier blanc sur case noire e1 · Fou blanc sur case blanche f1 · Tour blanche sur case noire g1 · Dame blanche sur case blanche h1 | Roi noir sur case blanche a2 · Tour noire sur case noire b2 · Fou noir sur case blanche c2 · Cavalier noir sur case noire d2 · Cavalier blanc sur case blanche e2 · Fou blanc sur case noire f2 · Tour blanche sur case blanche g2 · Roi blanc sur case noire h2 · Dame noire sur case noire a1 · Tour noire sur case blanche b1 · Fou noir sur case noire c1 · Cavalier noir sur case blanche d1 · Cavalier blanc sur case noire e1 · Fou blanc sur case blanche f1 · Tour blanche sur case noire g1 · Dame blanche sur case blanche h1 | Roi noir sur case blanche a2 · Tour noire sur case noire b2 · Fou noir sur case blanche c2 · Cavalier noir sur case noire d2 · Cavalier blanc sur case blanche e2 · Fou blanc sur case noire f2 · Tour blanche sur case blanche g2 · Roi blanc sur case noire h2 · Dame noire sur case noire a1 · Tour noire sur case blanche b1 · Fou noir sur case noire c1 · Cavalier noir sur case blanche d1 · Cavalier blanc sur case noire e1 · Fou blanc sur case blanche f1 · Tour blanche sur case noire g1 · Dame blanche sur case blanche h1 | Roi noir sur case blanche a2 · Tour noire sur case noire b2 · Fou noir sur case blanche c2 · Cavalier noir sur case noire d2 · Cavalier blanc sur case blanche e2 · Fou blanc sur case noire f2 · Tour blanche sur case blanche g2 · Roi blanc sur case noire h2 · Dame noire sur case noire a1 · Tour noire sur case blanche b1 · Fou noir sur case noire c1 · Cavalier noir sur case blanche d1 · Cavalier blanc sur case noire e1 · Fou blanc sur case blanche f1 · Tour blanche sur case noire g1 · Dame blanche sur case blanche h1 | 5 |
| 4 | Roi noir sur case blanche a2 · Tour noire sur case noire b2 · Fou noir sur case blanche c2 · Cavalier noir sur case noire d2 · Cavalier blanc sur case blanche e2 · Fou blanc sur case noire f2 · Tour blanche sur case blanche g2 · Roi blanc sur case noire h2 · Dame noire sur case noire a1 · Tour noire sur case blanche b1 · Fou noir sur case noire c1 · Cavalier noir sur case blanche d1 · Cavalier blanc sur case noire e1 · Fou blanc sur case blanche f1 · Tour blanche sur case noire g1 · Dame blanche sur case blanche h1 | Roi noir sur case blanche a2 · Tour noire sur case noire b2 · Fou noir sur case blanche c2 · Cavalier noir sur case noire d2 · Cavalier blanc sur case blanche e2 · Fou blanc sur case noire f2 · Tour blanche sur case blanche g2 · Roi blanc sur case noire h2 · Dame noire sur case noire a1 · Tour noire sur case blanche b1 · Fou noir sur case noire c1 · Cavalier noir sur case blanche d1 · Cavalier blanc sur case noire e1 · Fou blanc sur case blanche f1 · Tour blanche sur case noire g1 · Dame blanche sur case blanche h1 | Roi noir sur case blanche a2 · Tour noire sur case noire b2 · Fou noir sur case blanche c2 · Cavalier noir sur case noire d2 · Cavalier blanc sur case blanche e2 · Fou blanc sur case noire f2 · Tour blanche sur case blanche g2 · Roi blanc sur case noire h2 · Dame noire sur case noire a1 · Tour noire sur case blanche b1 · Fou noir sur case noire c1 · Cavalier noir sur case blanche d1 · Cavalier blanc sur case noire e1 · Fou blanc sur case blanche f1 · Tour blanche sur case noire g1 · Dame blanche sur case blanche h1 | Roi noir sur case blanche a2 · Tour noire sur case noire b2 · Fou noir sur case blanche c2 · Cavalier noir sur case noire d2 · Cavalier blanc sur case blanche e2 · Fou blanc sur case noire f2 · Tour blanche sur case blanche g2 · Roi blanc sur case noire h2 · Dame noire sur case noire a1 · Tour noire sur case blanche b1 · Fou noir sur case noire c1 · Cavalier noir sur case blanche d1 · Cavalier blanc sur case noire e1 · Fou blanc sur case blanche f1 · Tour blanche sur case noire g1 · Dame blanche sur case blanche h1 | Roi noir sur case blanche a2 · Tour noire sur case noire b2 · Fou noir sur case blanche c2 · Cavalier noir sur case noire d2 · Cavalier blanc sur case blanche e2 · Fou blanc sur case noire f2 · Tour blanche sur case blanche g2 · Roi blanc sur case noire h2 · Dame noire sur case noire a1 · Tour noire sur case blanche b1 · Fou noir sur case noire c1 · Cavalier noir sur case blanche d1 · Cavalier blanc sur case noire e1 · Fou blanc sur case blanche f1 · Tour blanche sur case noire g1 · Dame blanche sur case blanche h1 | Roi noir sur case blanche a2 · Tour noire sur case noire b2 · Fou noir sur case blanche c2 · Cavalier noir sur case noire d2 · Cavalier blanc sur case blanche e2 · Fou blanc sur case noire f2 · Tour blanche sur case blanche g2 · Roi blanc sur case noire h2 · Dame noire sur case noire a1 · Tour noire sur case blanche b1 · Fou noir sur case noire c1 · Cavalier noir sur case blanche d1 · Cavalier blanc sur case noire e1 · Fou blanc sur case blanche f1 · Tour blanche sur case noire g1 · Dame blanche sur case blanche h1 | Roi noir sur case blanche a2 · Tour noire sur case noire b2 · Fou noir sur case blanche c2 · Cavalier noir sur case noire d2 · Cavalier blanc sur case blanche e2 · Fou blanc sur case noire f2 · Tour blanche sur case blanche g2 · Roi blanc sur case noire h2 · Dame noire sur case noire a1 · Tour noire sur case blanche b1 · Fou noir sur case noire c1 · Cavalier noir sur case blanche d1 · Cavalier blanc sur case noire e1 · Fou blanc sur case blanche f1 · Tour blanche sur case noire g1 · Dame blanche sur case blanche h1 | Roi noir sur case blanche a2 · Tour noire sur case noire b2 · Fou noir sur case blanche c2 · Cavalier noir sur case noire d2 · Cavalier blanc sur case blanche e2 · Fou blanc sur case noire f2 · Tour blanche sur case blanche g2 · Roi blanc sur case noire h2 · Dame noire sur case noire a1 · Tour noire sur case blanche b1 · Fou noir sur case noire c1 · Cavalier noir sur case blanche d1 · Cavalier blanc sur case noire e1 · Fou blanc sur case blanche f1 · Tour blanche sur case noire g1 · Dame blanche sur case blanche h1 | 4 |
| 3 | Roi noir sur case blanche a2 · Tour noire sur case noire b2 · Fou noir sur case blanche c2 · Cavalier noir sur case noire d2 · Cavalier blanc sur case blanche e2 · Fou blanc sur case noire f2 · Tour blanche sur case blanche g2 · Roi blanc sur case noire h2 · Dame noire sur case noire a1 · Tour noire sur case blanche b1 · Fou noir sur case noire c1 · Cavalier noir sur case blanche d1 · Cavalier blanc sur case noire e1 · Fou blanc sur case blanche f1 · Tour blanche sur case noire g1 · Dame blanche sur case blanche h1 | Roi noir sur case blanche a2 · Tour noire sur case noire b2 · Fou noir sur case blanche c2 · Cavalier noir sur case noire d2 · Cavalier blanc sur case blanche e2 · Fou blanc sur case noire f2 · Tour blanche sur case blanche g2 · Roi blanc sur case noire h2 · Dame noire sur case noire a1 · Tour noire sur case blanche b1 · Fou noir sur case noire c1 · Cavalier noir sur case blanche d1 · Cavalier blanc sur case noire e1 · Fou blanc sur case blanche f1 · Tour blanche sur case noire g1 · Dame blanche sur case blanche h1 | Roi noir sur case blanche a2 · Tour noire sur case noire b2 · Fou noir sur case blanche c2 · Cavalier noir sur case noire d2 · Cavalier blanc sur case blanche e2 · Fou blanc sur case noire f2 · Tour blanche sur case blanche g2 · Roi blanc sur case noire h2 · Dame noire sur case noire a1 · Tour noire sur case blanche b1 · Fou noir sur case noire c1 · Cavalier noir sur case blanche d1 · Cavalier blanc sur case noire e1 · Fou blanc sur case blanche f1 · Tour blanche sur case noire g1 · Dame blanche sur case blanche h1 | Roi noir sur case blanche a2 · Tour noire sur case noire b2 · Fou noir sur case blanche c2 · Cavalier noir sur case noire d2 · Cavalier blanc sur case blanche e2 · Fou blanc sur case noire f2 · Tour blanche sur case blanche g2 · Roi blanc sur case noire h2 · Dame noire sur case noire a1 · Tour noire sur case blanche b1 · Fou noir sur case noire c1 · Cavalier noir sur case blanche d1 · Cavalier blanc sur case noire e1 · Fou blanc sur case blanche f1 · Tour blanche sur case noire g1 · Dame blanche sur case blanche h1 | Roi noir sur case blanche a2 · Tour noire sur case noire b2 · Fou noir sur case blanche c2 · Cavalier noir sur case noire d2 · Cavalier blanc sur case blanche e2 · Fou blanc sur case noire f2 · Tour blanche sur case blanche g2 · Roi blanc sur case noire h2 · Dame noire sur case noire a1 · Tour noire sur case blanche b1 · Fou noir sur case noire c1 · Cavalier noir sur case blanche d1 · Cavalier blanc sur case noire e1 · Fou blanc sur case blanche f1 · Tour blanche sur case noire g1 · Dame blanche sur case blanche h1 | Roi noir sur case blanche a2 · Tour noire sur case noire b2 · Fou noir sur case blanche c2 · Cavalier noir sur case noire d2 · Cavalier blanc sur case blanche e2 · Fou blanc sur case noire f2 · Tour blanche sur case blanche g2 · Roi blanc sur case noire h2 · Dame noire sur case noire a1 · Tour noire sur case blanche b1 · Fou noir sur case noire c1 · Cavalier noir sur case blanche d1 · Cavalier blanc sur case noire e1 · Fou blanc sur case blanche f1 · Tour blanche sur case noire g1 · Dame blanche sur case blanche h1 | Roi noir sur case blanche a2 · Tour noire sur case noire b2 · Fou noir sur case blanche c2 · Cavalier noir sur case noire d2 · Cavalier blanc sur case blanche e2 · Fou blanc sur case noire f2 · Tour blanche sur case blanche g2 · Roi blanc sur case noire h2 · Dame noire sur case noire a1 · Tour noire sur case blanche b1 · Fou noir sur case noire c1 · Cavalier noir sur case blanche d1 · Cavalier blanc sur case noire e1 · Fou blanc sur case blanche f1 · Tour blanche sur case noire g1 · Dame blanche sur case blanche h1 | Roi noir sur case blanche a2 · Tour noire sur case noire b2 · Fou noir sur case blanche c2 · Cavalier noir sur case noire d2 · Cavalier blanc sur case blanche e2 · Fou blanc sur case noire f2 · Tour blanche sur case blanche g2 · Roi blanc sur case noire h2 · Dame noire sur case noire a1 · Tour noire sur case blanche b1 · Fou noir sur case noire c1 · Cavalier noir sur case blanche d1 · Cavalier blanc sur case noire e1 · Fou blanc sur case blanche f1 · Tour blanche sur case noire g1 · Dame blanche sur case blanche h1 | 3 |
| 2 | Roi noir sur case blanche a2 · Tour noire sur case noire b2 · Fou noir sur case blanche c2 · Cavalier noir sur case noire d2 · Cavalier blanc sur case blanche e2 · Fou blanc sur case noire f2 · Tour blanche sur case blanche g2 · Roi blanc sur case noire h2 · Dame noire sur case noire a1 · Tour noire sur case blanche b1 · Fou noir sur case noire c1 · Cavalier noir sur case blanche d1 · Cavalier blanc sur case noire e1 · Fou blanc sur case blanche f1 · Tour blanche sur case noire g1 · Dame blanche sur case blanche h1 | Roi noir sur case blanche a2 · Tour noire sur case noire b2 · Fou noir sur case blanche c2 · Cavalier noir sur case noire d2 · Cavalier blanc sur case blanche e2 · Fou blanc sur case noire f2 · Tour blanche sur case blanche g2 · Roi blanc sur case noire h2 · Dame noire sur case noire a1 · Tour noire sur case blanche b1 · Fou noir sur case noire c1 · Cavalier noir sur case blanche d1 · Cavalier blanc sur case noire e1 · Fou blanc sur case blanche f1 · Tour blanche sur case noire g1 · Dame blanche sur case blanche h1 | Roi noir sur case blanche a2 · Tour noire sur case noire b2 · Fou noir sur case blanche c2 · Cavalier noir sur case noire d2 · Cavalier blanc sur case blanche e2 · Fou blanc sur case noire f2 · Tour blanche sur case blanche g2 · Roi blanc sur case noire h2 · Dame noire sur case noire a1 · Tour noire sur case blanche b1 · Fou noir sur case noire c1 · Cavalier noir sur case blanche d1 · Cavalier blanc sur case noire e1 · Fou blanc sur case blanche f1 · Tour blanche sur case noire g1 · Dame blanche sur case blanche h1 | Roi noir sur case blanche a2 · Tour noire sur case noire b2 · Fou noir sur case blanche c2 · Cavalier noir sur case noire d2 · Cavalier blanc sur case blanche e2 · Fou blanc sur case noire f2 · Tour blanche sur case blanche g2 · Roi blanc sur case noire h2 · Dame noire sur case noire a1 · Tour noire sur case blanche b1 · Fou noir sur case noire c1 · Cavalier noir sur case blanche d1 · Cavalier blanc sur case noire e1 · Fou blanc sur case blanche f1 · Tour blanche sur case noire g1 · Dame blanche sur case blanche h1 | Roi noir sur case blanche a2 · Tour noire sur case noire b2 · Fou noir sur case blanche c2 · Cavalier noir sur case noire d2 · Cavalier blanc sur case blanche e2 · Fou blanc sur case noire f2 · Tour blanche sur case blanche g2 · Roi blanc sur case noire h2 · Dame noire sur case noire a1 · Tour noire sur case blanche b1 · Fou noir sur case noire c1 · Cavalier noir sur case blanche d1 · Cavalier blanc sur case noire e1 · Fou blanc sur case blanche f1 · Tour blanche sur case noire g1 · Dame blanche sur case blanche h1 | Roi noir sur case blanche a2 · Tour noire sur case noire b2 · Fou noir sur case blanche c2 · Cavalier noir sur case noire d2 · Cavalier blanc sur case blanche e2 · Fou blanc sur case noire f2 · Tour blanche sur case blanche g2 · Roi blanc sur case noire h2 · Dame noire sur case noire a1 · Tour noire sur case blanche b1 · Fou noir sur case noire c1 · Cavalier noir sur case blanche d1 · Cavalier blanc sur case noire e1 · Fou blanc sur case blanche f1 · Tour blanche sur case noire g1 · Dame blanche sur case blanche h1 | Roi noir sur case blanche a2 · Tour noire sur case noire b2 · Fou noir sur case blanche c2 · Cavalier noir sur case noire d2 · Cavalier blanc sur case blanche e2 · Fou blanc sur case noire f2 · Tour blanche sur case blanche g2 · Roi blanc sur case noire h2 · Dame noire sur case noire a1 · Tour noire sur case blanche b1 · Fou noir sur case noire c1 · Cavalier noir sur case blanche d1 · Cavalier blanc sur case noire e1 · Fou blanc sur case blanche f1 · Tour blanche sur case noire g1 · Dame blanche sur case blanche h1 | Roi noir sur case blanche a2 · Tour noire sur case noire b2 · Fou noir sur case blanche c2 · Cavalier noir sur case noire d2 · Cavalier blanc sur case blanche e2 · Fou blanc sur case noire f2 · Tour blanche sur case blanche g2 · Roi blanc sur case noire h2 · Dame noire sur case noire a1 · Tour noire sur case blanche b1 · Fou noir sur case noire c1 · Cavalier noir sur case blanche d1 · Cavalier blanc sur case noire e1 · Fou blanc sur case blanche f1 · Tour blanche sur case noire g1 · Dame blanche sur case blanche h1 | 2 |
| 1 | Roi noir sur case blanche a2 · Tour noire sur case noire b2 · Fou noir sur case blanche c2 · Cavalier noir sur case noire d2 · Cavalier blanc sur case blanche e2 · Fou blanc sur case noire f2 · Tour blanche sur case blanche g2 · Roi blanc sur case noire h2 · Dame noire sur case noire a1 · Tour noire sur case blanche b1 · Fou noir sur case noire c1 · Cavalier noir sur case blanche d1 · Cavalier blanc sur case noire e1 · Fou blanc sur case blanche f1 · Tour blanche sur case noire g1 · Dame blanche sur case blanche h1 | Roi noir sur case blanche a2 · Tour noire sur case noire b2 · Fou noir sur case blanche c2 · Cavalier noir sur case noire d2 · Cavalier blanc sur case blanche e2 · Fou blanc sur case noire f2 · Tour blanche sur case blanche g2 · Roi blanc sur case noire h2 · Dame noire sur case noire a1 · Tour noire sur case blanche b1 · Fou noir sur case noire c1 · Cavalier noir sur case blanche d1 · Cavalier blanc sur case noire e1 · Fou blanc sur case blanche f1 · Tour blanche sur case noire g1 · Dame blanche sur case blanche h1 | Roi noir sur case blanche a2 · Tour noire sur case noire b2 · Fou noir sur case blanche c2 · Cavalier noir sur case noire d2 · Cavalier blanc sur case blanche e2 · Fou blanc sur case noire f2 · Tour blanche sur case blanche g2 · Roi blanc sur case noire h2 · Dame noire sur case noire a1 · Tour noire sur case blanche b1 · Fou noir sur case noire c1 · Cavalier noir sur case blanche d1 · Cavalier blanc sur case noire e1 · Fou blanc sur case blanche f1 · Tour blanche sur case noire g1 · Dame blanche sur case blanche h1 | Roi noir sur case blanche a2 · Tour noire sur case noire b2 · Fou noir sur case blanche c2 · Cavalier noir sur case noire d2 · Cavalier blanc sur case blanche e2 · Fou blanc sur case noire f2 · Tour blanche sur case blanche g2 · Roi blanc sur case noire h2 · Dame noire sur case noire a1 · Tour noire sur case blanche b1 · Fou noir sur case noire c1 · Cavalier noir sur case blanche d1 · Cavalier blanc sur case noire e1 · Fou blanc sur case blanche f1 · Tour blanche sur case noire g1 · Dame blanche sur case blanche h1 | Roi noir sur case blanche a2 · Tour noire sur case noire b2 · Fou noir sur case blanche c2 · Cavalier noir sur case noire d2 · Cavalier blanc sur case blanche e2 · Fou blanc sur case noire f2 · Tour blanche sur case blanche g2 · Roi blanc sur case noire h2 · Dame noire sur case noire a1 · Tour noire sur case blanche b1 · Fou noir sur case noire c1 · Cavalier noir sur case blanche d1 · Cavalier blanc sur case noire e1 · Fou blanc sur case blanche f1 · Tour blanche sur case noire g1 · Dame blanche sur case blanche h1 | Roi noir sur case blanche a2 · Tour noire sur case noire b2 · Fou noir sur case blanche c2 · Cavalier noir sur case noire d2 · Cavalier blanc sur case blanche e2 · Fou blanc sur case noire f2 · Tour blanche sur case blanche g2 · Roi blanc sur case noire h2 · Dame noire sur case noire a1 · Tour noire sur case blanche b1 · Fou noir sur case noire c1 · Cavalier noir sur case blanche d1 · Cavalier blanc sur case noire e1 · Fou blanc sur case blanche f1 · Tour blanche sur case noire g1 · Dame blanche sur case blanche h1 | Roi noir sur case blanche a2 · Tour noire sur case noire b2 · Fou noir sur case blanche c2 · Cavalier noir sur case noire d2 · Cavalier blanc sur case blanche e2 · Fou blanc sur case noire f2 · Tour blanche sur case blanche g2 · Roi blanc sur case noire h2 · Dame noire sur case noire a1 · Tour noire sur case blanche b1 · Fou noir sur case noire c1 · Cavalier noir sur case blanche d1 · Cavalier blanc sur case noire e1 · Fou blanc sur case blanche f1 · Tour blanche sur case noire g1 · Dame blanche sur case blanche h1 | Roi noir sur case blanche a2 · Tour noire sur case noire b2 · Fou noir sur case blanche c2 · Cavalier noir sur case noire d2 · Cavalier blanc sur case blanche e2 · Fou blanc sur case noire f2 · Tour blanche sur case blanche g2 · Roi blanc sur case noire h2 · Dame noire sur case noire a1 · Tour noire sur case blanche b1 · Fou noir sur case noire c1 · Cavalier noir sur case blanche d1 · Cavalier blanc sur case noire e1 · Fou blanc sur case blanche f1 · Tour blanche sur case noire g1 · Dame blanche sur case blanche h1 | 1 |
|   | a | b | c | d | e | f | g | h |   |

|        | Pièces    | Cases    |
| ------ | --------- | -------- |
| Blancs | Roi       | a2       |
| Blancs | Dame      | a1       |
| Blancs | Tours     | b1 et b2 |
| Blancs | Fous      | c1 et c2 |
| Blancs | Cavaliers | d1 et d2 |
| Noirs  | Roi       | h2       |
| Noirs  | Dame      | h1       |
| Noirs  | Tours     | g1 et g2 |
| Noirs  | Fous      | f1 et f2 |
| Noirs  | Cavaliers | e1 et e2 |

### But
|   | a | b | c | d | e | f | g | h |   |
| 8 | Roi noir sur case blanche b7 · Roi blanc sur case blanche f7 · Tour blanche sur case noire f4 · Fou noir sur case noire e3 · Cavalier noir sur case blanche c2 · Dame blanche sur case blanche f1 | Roi noir sur case blanche b7 · Roi blanc sur case blanche f7 · Tour blanche sur case noire f4 · Fou noir sur case noire e3 · Cavalier noir sur case blanche c2 · Dame blanche sur case blanche f1 | Roi noir sur case blanche b7 · Roi blanc sur case blanche f7 · Tour blanche sur case noire f4 · Fou noir sur case noire e3 · Cavalier noir sur case blanche c2 · Dame blanche sur case blanche f1 | Roi noir sur case blanche b7 · Roi blanc sur case blanche f7 · Tour blanche sur case noire f4 · Fou noir sur case noire e3 · Cavalier noir sur case blanche c2 · Dame blanche sur case blanche f1 | Roi noir sur case blanche b7 · Roi blanc sur case blanche f7 · Tour blanche sur case noire f4 · Fou noir sur case noire e3 · Cavalier noir sur case blanche c2 · Dame blanche sur case blanche f1 | Roi noir sur case blanche b7 · Roi blanc sur case blanche f7 · Tour blanche sur case noire f4 · Fou noir sur case noire e3 · Cavalier noir sur case blanche c2 · Dame blanche sur case blanche f1 | Roi noir sur case blanche b7 · Roi blanc sur case blanche f7 · Tour blanche sur case noire f4 · Fou noir sur case noire e3 · Cavalier noir sur case blanche c2 · Dame blanche sur case blanche f1 | Roi noir sur case blanche b7 · Roi blanc sur case blanche f7 · Tour blanche sur case noire f4 · Fou noir sur case noire e3 · Cavalier noir sur case blanche c2 · Dame blanche sur case blanche f1 | 8 |
| 7 | Roi noir sur case blanche b7 · Roi blanc sur case blanche f7 · Tour blanche sur case noire f4 · Fou noir sur case noire e3 · Cavalier noir sur case blanche c2 · Dame blanche sur case blanche f1 | Roi noir sur case blanche b7 · Roi blanc sur case blanche f7 · Tour blanche sur case noire f4 · Fou noir sur case noire e3 · Cavalier noir sur case blanche c2 · Dame blanche sur case blanche f1 | Roi noir sur case blanche b7 · Roi blanc sur case blanche f7 · Tour blanche sur case noire f4 · Fou noir sur case noire e3 · Cavalier noir sur case blanche c2 · Dame blanche sur case blanche f1 | Roi noir sur case blanche b7 · Roi blanc sur case blanche f7 · Tour blanche sur case noire f4 · Fou noir sur case noire e3 · Cavalier noir sur case blanche c2 · Dame blanche sur case blanche f1 | Roi noir sur case blanche b7 · Roi blanc sur case blanche f7 · Tour blanche sur case noire f4 · Fou noir sur case noire e3 · Cavalier noir sur case blanche c2 · Dame blanche sur case blanche f1 | Roi noir sur case blanche b7 · Roi blanc sur case blanche f7 · Tour blanche sur case noire f4 · Fou noir sur case noire e3 · Cavalier noir sur case blanche c2 · Dame blanche sur case blanche f1 | Roi noir sur case blanche b7 · Roi blanc sur case blanche f7 · Tour blanche sur case noire f4 · Fou noir sur case noire e3 · Cavalier noir sur case blanche c2 · Dame blanche sur case blanche f1 | Roi noir sur case blanche b7 · Roi blanc sur case blanche f7 · Tour blanche sur case noire f4 · Fou noir sur case noire e3 · Cavalier noir sur case blanche c2 · Dame blanche sur case blanche f1 | 7 |
| 6 | Roi noir sur case blanche b7 · Roi blanc sur case blanche f7 · Tour blanche sur case noire f4 · Fou noir sur case noire e3 · Cavalier noir sur case blanche c2 · Dame blanche sur case blanche f1 | Roi noir sur case blanche b7 · Roi blanc sur case blanche f7 · Tour blanche sur case noire f4 · Fou noir sur case noire e3 · Cavalier noir sur case blanche c2 · Dame blanche sur case blanche f1 | Roi noir sur case blanche b7 · Roi blanc sur case blanche f7 · Tour blanche sur case noire f4 · Fou noir sur case noire e3 · Cavalier noir sur case blanche c2 · Dame blanche sur case blanche f1 | Roi noir sur case blanche b7 · Roi blanc sur case blanche f7 · Tour blanche sur case noire f4 · Fou noir sur case noire e3 · Cavalier noir sur case blanche c2 · Dame blanche sur case blanche f1 | Roi noir sur case blanche b7 · Roi blanc sur case blanche f7 · Tour blanche sur case noire f4 · Fou noir sur case noire e3 · Cavalier noir sur case blanche c2 · Dame blanche sur case blanche f1 | Roi noir sur case blanche b7 · Roi blanc sur case blanche f7 · Tour blanche sur case noire f4 · Fou noir sur case noire e3 · Cavalier noir sur case blanche c2 · Dame blanche sur case blanche f1 | Roi noir sur case blanche b7 · Roi blanc sur case blanche f7 · Tour blanche sur case noire f4 · Fou noir sur case noire e3 · Cavalier noir sur case blanche c2 · Dame blanche sur case blanche f1 | Roi noir sur case blanche b7 · Roi blanc sur case blanche f7 · Tour blanche sur case noire f4 · Fou noir sur case noire e3 · Cavalier noir sur case blanche c2 · Dame blanche sur case blanche f1 | 6 |
| 5 | Roi noir sur case blanche b7 · Roi blanc sur case blanche f7 · Tour blanche sur case noire f4 · Fou noir sur case noire e3 · Cavalier noir sur case blanche c2 · Dame blanche sur case blanche f1 | Roi noir sur case blanche b7 · Roi blanc sur case blanche f7 · Tour blanche sur case noire f4 · Fou noir sur case noire e3 · Cavalier noir sur case blanche c2 · Dame blanche sur case blanche f1 | Roi noir sur case blanche b7 · Roi blanc sur case blanche f7 · Tour blanche sur case noire f4 · Fou noir sur case noire e3 · Cavalier noir sur case blanche c2 · Dame blanche sur case blanche f1 | Roi noir sur case blanche b7 · Roi blanc sur case blanche f7 · Tour blanche sur case noire f4 · Fou noir sur case noire e3 · Cavalier noir sur case blanche c2 · Dame blanche sur case blanche f1 | Roi noir sur case blanche b7 · Roi blanc sur case blanche f7 · Tour blanche sur case noire f4 · Fou noir sur case noire e3 · Cavalier noir sur case blanche c2 · Dame blanche sur case blanche f1 | Roi noir sur case blanche b7 · Roi blanc sur case blanche f7 · Tour blanche sur case noire f4 · Fou noir sur case noire e3 · Cavalier noir sur case blanche c2 · Dame blanche sur case blanche f1 | Roi noir sur case blanche b7 · Roi blanc sur case blanche f7 · Tour blanche sur case noire f4 · Fou noir sur case noire e3 · Cavalier noir sur case blanche c2 · Dame blanche sur case blanche f1 | Roi noir sur case blanche b7 · Roi blanc sur case blanche f7 · Tour blanche sur case noire f4 · Fou noir sur case noire e3 · Cavalier noir sur case blanche c2 · Dame blanche sur case blanche f1 | 5 |
| 4 | Roi noir sur case blanche b7 · Roi blanc sur case blanche f7 · Tour blanche sur case noire f4 · Fou noir sur case noire e3 · Cavalier noir sur case blanche c2 · Dame blanche sur case blanche f1 | Roi noir sur case blanche b7 · Roi blanc sur case blanche f7 · Tour blanche sur case noire f4 · Fou noir sur case noire e3 · Cavalier noir sur case blanche c2 · Dame blanche sur case blanche f1 | Roi noir sur case blanche b7 · Roi blanc sur case blanche f7 · Tour blanche sur case noire f4 · Fou noir sur case noire e3 · Cavalier noir sur case blanche c2 · Dame blanche sur case blanche f1 | Roi noir sur case blanche b7 · Roi blanc sur case blanche f7 · Tour blanche sur case noire f4 · Fou noir sur case noire e3 · Cavalier noir sur case blanche c2 · Dame blanche sur case blanche f1 | Roi noir sur case blanche b7 · Roi blanc sur case blanche f7 · Tour blanche sur case noire f4 · Fou noir sur case noire e3 · Cavalier noir sur case blanche c2 · Dame blanche sur case blanche f1 | Roi noir sur case blanche b7 · Roi blanc sur case blanche f7 · Tour blanche sur case noire f4 · Fou noir sur case noire e3 · Cavalier noir sur case blanche c2 · Dame blanche sur case blanche f1 | Roi noir sur case blanche b7 · Roi blanc sur case blanche f7 · Tour blanche sur case noire f4 · Fou noir sur case noire e3 · Cavalier noir sur case blanche c2 · Dame blanche sur case blanche f1 | Roi noir sur case blanche b7 · Roi blanc sur case blanche f7 · Tour blanche sur case noire f4 · Fou noir sur case noire e3 · Cavalier noir sur case blanche c2 · Dame blanche sur case blanche f1 | 4 |
| 3 | Roi noir sur case blanche b7 · Roi blanc sur case blanche f7 · Tour blanche sur case noire f4 · Fou noir sur case noire e3 · Cavalier noir sur case blanche c2 · Dame blanche sur case blanche f1 | Roi noir sur case blanche b7 · Roi blanc sur case blanche f7 · Tour blanche sur case noire f4 · Fou noir sur case noire e3 · Cavalier noir sur case blanche c2 · Dame blanche sur case blanche f1 | Roi noir sur case blanche b7 · Roi blanc sur case blanche f7 · Tour blanche sur case noire f4 · Fou noir sur case noire e3 · Cavalier noir sur case blanche c2 · Dame blanche sur case blanche f1 | Roi noir sur case blanche b7 · Roi blanc sur case blanche f7 · Tour blanche sur case noire f4 · Fou noir sur case noire e3 · Cavalier noir sur case blanche c2 · Dame blanche sur case blanche f1 | Roi noir sur case blanche b7 · Roi blanc sur case blanche f7 · Tour blanche sur case noire f4 · Fou noir sur case noire e3 · Cavalier noir sur case blanche c2 · Dame blanche sur case blanche f1 | Roi noir sur case blanche b7 · Roi blanc sur case blanche f7 · Tour blanche sur case noire f4 · Fou noir sur case noire e3 · Cavalier noir sur case blanche c2 · Dame blanche sur case blanche f1 | Roi noir sur case blanche b7 · Roi blanc sur case blanche f7 · Tour blanche sur case noire f4 · Fou noir sur case noire e3 · Cavalier noir sur case blanche c2 · Dame blanche sur case blanche f1 | Roi noir sur case blanche b7 · Roi blanc sur case blanche f7 · Tour blanche sur case noire f4 · Fou noir sur case noire e3 · Cavalier noir sur case blanche c2 · Dame blanche sur case blanche f1 | 3 |
| 2 | Roi noir sur case blanche b7 · Roi blanc sur case blanche f7 · Tour blanche sur case noire f4 · Fou noir sur case noire e3 · Cavalier noir sur case blanche c2 · Dame blanche sur case blanche f1 | Roi noir sur case blanche b7 · Roi blanc sur case blanche f7 · Tour blanche sur case noire f4 · Fou noir sur case noire e3 · Cavalier noir sur case blanche c2 · Dame blanche sur case blanche f1 | Roi noir sur case blanche b7 · Roi blanc sur case blanche f7 · Tour blanche sur case noire f4 · Fou noir sur case noire e3 · Cavalier noir sur case blanche c2 · Dame blanche sur case blanche f1 | Roi noir sur case blanche b7 · Roi blanc sur case blanche f7 · Tour blanche sur case noire f4 · Fou noir sur case noire e3 · Cavalier noir sur case blanche c2 · Dame blanche sur case blanche f1 | Roi noir sur case blanche b7 · Roi blanc sur case blanche f7 · Tour blanche sur case noire f4 · Fou noir sur case noire e3 · Cavalier noir sur case blanche c2 · Dame blanche sur case blanche f1 | Roi noir sur case blanche b7 · Roi blanc sur case blanche f7 · Tour blanche sur case noire f4 · Fou noir sur case noire e3 · Cavalier noir sur case blanche c2 · Dame blanche sur case blanche f1 | Roi noir sur case blanche b7 · Roi blanc sur case blanche f7 · Tour blanche sur case noire f4 · Fou noir sur case noire e3 · Cavalier noir sur case blanche c2 · Dame blanche sur case blanche f1 | Roi noir sur case blanche b7 · Roi blanc sur case blanche f7 · Tour blanche sur case noire f4 · Fou noir sur case noire e3 · Cavalier noir sur case blanche c2 · Dame blanche sur case blanche f1 | 2 |
| 1 | Roi noir sur case blanche b7 · Roi blanc sur case blanche f7 · Tour blanche sur case noire f4 · Fou noir sur case noire e3 · Cavalier noir sur case blanche c2 · Dame blanche sur case blanche f1 | Roi noir sur case blanche b7 · Roi blanc sur case blanche f7 · Tour blanche sur case noire f4 · Fou noir sur case noire e3 · Cavalier noir sur case blanche c2 · Dame blanche sur case blanche f1 | Roi noir sur case blanche b7 · Roi blanc sur case blanche f7 · Tour blanche sur case noire f4 · Fou noir sur case noire e3 · Cavalier noir sur case blanche c2 · Dame blanche sur case blanche f1 | Roi noir sur case blanche b7 · Roi blanc sur case blanche f7 · Tour blanche sur case noire f4 · Fou noir sur case noire e3 · Cavalier noir sur case blanche c2 · Dame blanche sur case blanche f1 | Roi noir sur case blanche b7 · Roi blanc sur case blanche f7 · Tour blanche sur case noire f4 · Fou noir sur case noire e3 · Cavalier noir sur case blanche c2 · Dame blanche sur case blanche f1 | Roi noir sur case blanche b7 · Roi blanc sur case blanche f7 · Tour blanche sur case noire f4 · Fou noir sur case noire e3 · Cavalier noir sur case blanche c2 · Dame blanche sur case blanche f1 | Roi noir sur case blanche b7 · Roi blanc sur case blanche f7 · Tour blanche sur case noire f4 · Fou noir sur case noire e3 · Cavalier noir sur case blanche c2 · Dame blanche sur case blanche f1 | Roi noir sur case blanche b7 · Roi blanc sur case blanche f7 · Tour blanche sur case noire f4 · Fou noir sur case noire e3 · Cavalier noir sur case blanche c2 · Dame blanche sur case blanche f1 | 1 |
|   | a | b | c | d | e | f | g | h |   |

Le but est de faire parvenir son roi sur la 8e rangée. Le premier joueur qui y arrive gagne la partie. Cependant, si c'est le roi blanc qui est premier sur la 8e rangée et que le roi noir l'atteint dans le coup qui suit, la partie est nulle.

### Règles
Les pièces se déplacent et prennent comme dans une partie d'échecs normale.
Les rois ne peuvent pas être mis en échec : on ne peut ni mettre son roi ni celui de l'adversaire en échec (mater est donc impossible, mais la règle du pat est conservée).